# Приватна бібліотека Адольфа Гітлера
Приватна бібліотека Адольфа Гітлера — особиста колекція книг Гітлера. За словами Бальдура фон Шираха, колекція налічувала понад 6,000 творів, з якими Гітлер був повністю ознайомлений. Фредерік Кейб Оекснер стверджував, що колекція налічувала 16,300 творів. Підтвердити це неможливо через те, що частину книг знищили альянти.
Незважаючи на те, що, за словами сучасників, Гітлер любив читати книги німецьких письменників (особливо Ніцше), робіт Гете, Шиллера, Данте, Шопенгауера чи Ніцше не виявлено. За непідтвердженими даними, Гітлер вважав Шекспіра кращим за Гете та Шиллера. Він мав примірник збірки творів Шекспіра в перекладі Георга Мюллера 1925 року. Гітлер часто цитував твори Шекспіра. Мав ілюстровані видання «Дон Кіхота» та «Робінзона Крузо», які він називав, разом з «Мандрами Гуллівера» та «Хатиною дядька Тома», перлинами світової літератури. Сам Гітлер стверджував, що читав хоча б одну книгу на день.

## Історія
Перша інформація про бібліотеку поширилась у 1942 році. Книги Гітлера, що зберігались у Рейхсканцелярії, конфіскували й перевезли до Москви представники СРСР. Книги і глобус Гітлера з Мюнхена і резиденції Берггоф потрапили до американських військових як трофей. Три тисячі книг згодом знайдено в соляній копальні у Берхтесґадені й перевезено до бібліотеки Конгресу, де їх зберігають і нині. У більшості книг йдеться про німецькі колонії. Браунський університет виявив ще 80 книг, які належали Адольфу Гітлеру.
Тімоті Рибак написав працю «Приватна бібліотека Гітлера».